# Gangsta.
Gangsta. (ギャングスタ, Gyangusuta), estilizado como GANGSTA., é uma série de mangá escrito e ilustrado por Kohske. Ele tem sido publicado na revista mensal Monthly Comic @BUNCH da editora Shinchosha desde 2011. A série inspirou um mangá spin-off, uma série em áudio drama, um série em anime e uma Light novel.
Entre seus personagens está Nicolas Brown que tem habilidades sobre-humanas adquiridas, além de ser surdo e se comunicar-se principalmente por meio da língua de sinais.

## Sinopse
A série gira em torno de dois "faz-tudo" que prestam serviços tanto para a população como para a força policial em situações que ninguém mais pode controlar. Os dois, chamados Worick Arcangelo e Nicolas Brown, vivem na cidade de Ergastulum, que é dominada pela máfia, criminosos, prostitutas, e policiais corruptos.

## Mídia

### Mangá
O mangá é escrito e ilustrado por Kohske, foi lançado em 2011 na revista Monthly Comic @BUNCH da Shinchosha. Gangsta. é a primeira série de mangá da autora, depois que ela estreou na Shōnen Gangan em 2009 com uma história curta. No Brasil, é licenciado e publicado pela Editora JBC desde Outubro de 2015.
O mangá inspirou uma série spin-off intitulada Gangsta.:Cursed. EP_Marco Adriano, que começou a ser publicada no quarto volume da revista Quarterly Comic Go Go Bunch, precedida por um prólogo no terceiro volume, que foi publicado em 9 de abril de 2014. A série é ilustrado por Syuhei Kamo. Gangsta.:Cursed. EP_Marco Adriano centra-se no membro da máfia Marco Adriano, um personagem do mangá original. O primeiro volume encadernado foi publicado em 9 de julho de 2015.

### Lista de volumes
A série foi compilada em sete volumes tankōbon até agora.
| N.º | japão                  | japão             | brasil               | brasil |
| N.º | Data de lançamento     | ISBN              | Data de lançamento   | ISBN   |
| --- | ---------------------- | ----------------- | -------------------- | ------ |
| 1   | 8 de julho de 2011     | 978-4-10-771625-5 | 2 de Outubro de 2015 | —      |
| 2   | 7 de janeiro de 2012   | 978-4-10-771646-0 | Dezembro de 2015     | —      |
| 3   | 9 de julho de 2012     | 978-4-10-771667-5 | Fevereiro de 2016    | —      |
| 4   | 9 de fevereiro de 2013 | 978-4-10-771694-1 | Abril de 2016        | —      |
| 5   | 9 de outubro de 2013   | 978-4-10-771719-1 | Junho de 2016        | —      |
| 6   | 9 de julho de 2014     | 978-4-10-771754-2 | Agosto de 2016       | —      |
| 7   | 9 de julho de 2015     | 978-4-10-771826-6 | Outubro de 2016      | —      |